# Gene Haas
Gene Haas, né le 12 novembre 1952 à Youngstown (États-Unis), est une personnalité américaine du sport automobile, surtout connu pour avoir fondé et dirigé les écuries Stewart-Haas Racing, active en NASCAR, et Haas F1 Team, active dans le championnat du monde de Formule 1 depuis 2016.

## Biographie

### Haas Automation
En 1983, Gene Haas fonde son entreprise de machine-outil, Haas Automation, à Sun Valley. L'entreprise distribue d'abord principalement en Californie puis commence à s'étendre à l'échelle des États-Unis. Le réseau s'agrandit en 2000 quand Gene Haas crée une autre usine à Bruxelles pour s'approprier le marché européen. En 2013, Haas Automation employait 1 500 personnes. L'entreprise compte aujourd'hui quatre usines : à Oxnard en Californie, à Bruxelles, à Bombay et à Shanghaï. Il s'agit d'un des leaders des fabricants de machine-outil dans le monde.

### La NASCAR depuis 2002

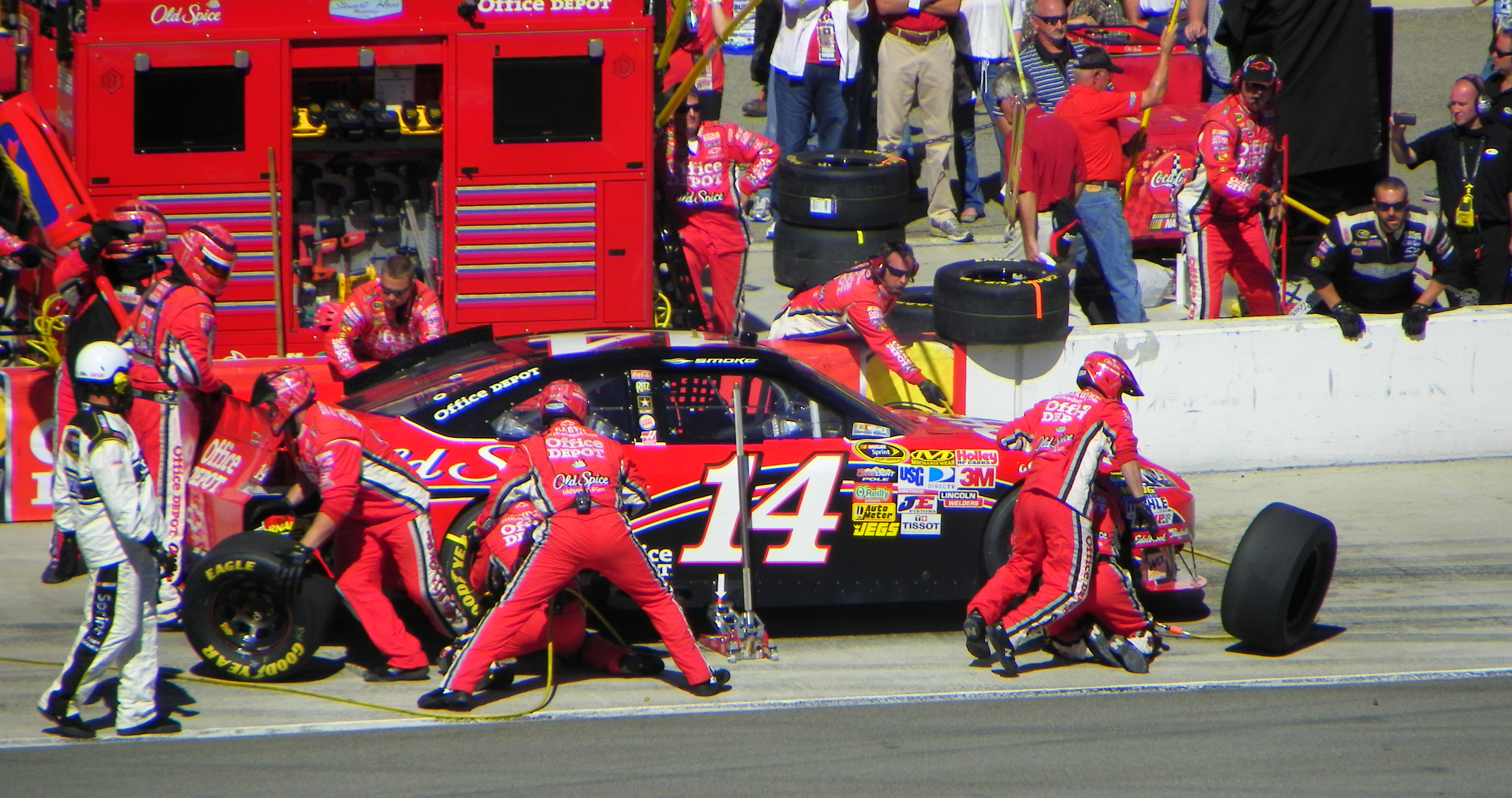
Tony Stewart au volant de la numéro 14 en 2012.

Après avoir été le sponsor d'Hendrick Motorsports durant plusieurs années, Gene Haas fonde, en 2002, son écurie de NASCAR, Haas CNC Racing. Il s'engage à temps complet en NASCAR à partir de 2003 et court sur Pontiac. En 2009, le pilote Tony Stewart rentre dans le capital de l'écurie, renommée Stewart-Haas Racing. Il obtient les premières victoires de l'écurie, tandis que Ryan Newman, Kevin Harvick et Kurt Busch remportent eux aussi des courses les années suivantes. Stewart est sacré champion en 2011 et Harvick en 2014. Les numéros traditionnels des voitures de l'écurie sont le 4, le 10, le 14 et le 41, ces deux dernières sponsorisées par Haas Automation. En 2017, l'écurie engage une Ford et les pilotes sont Kevin Harvick, Danica Patrick, Clint Bowyer et Kurt Busch. Busch et Harvick terminent deuxième et troisième du championnat.

### Arrivée en Formule 1 en 2016

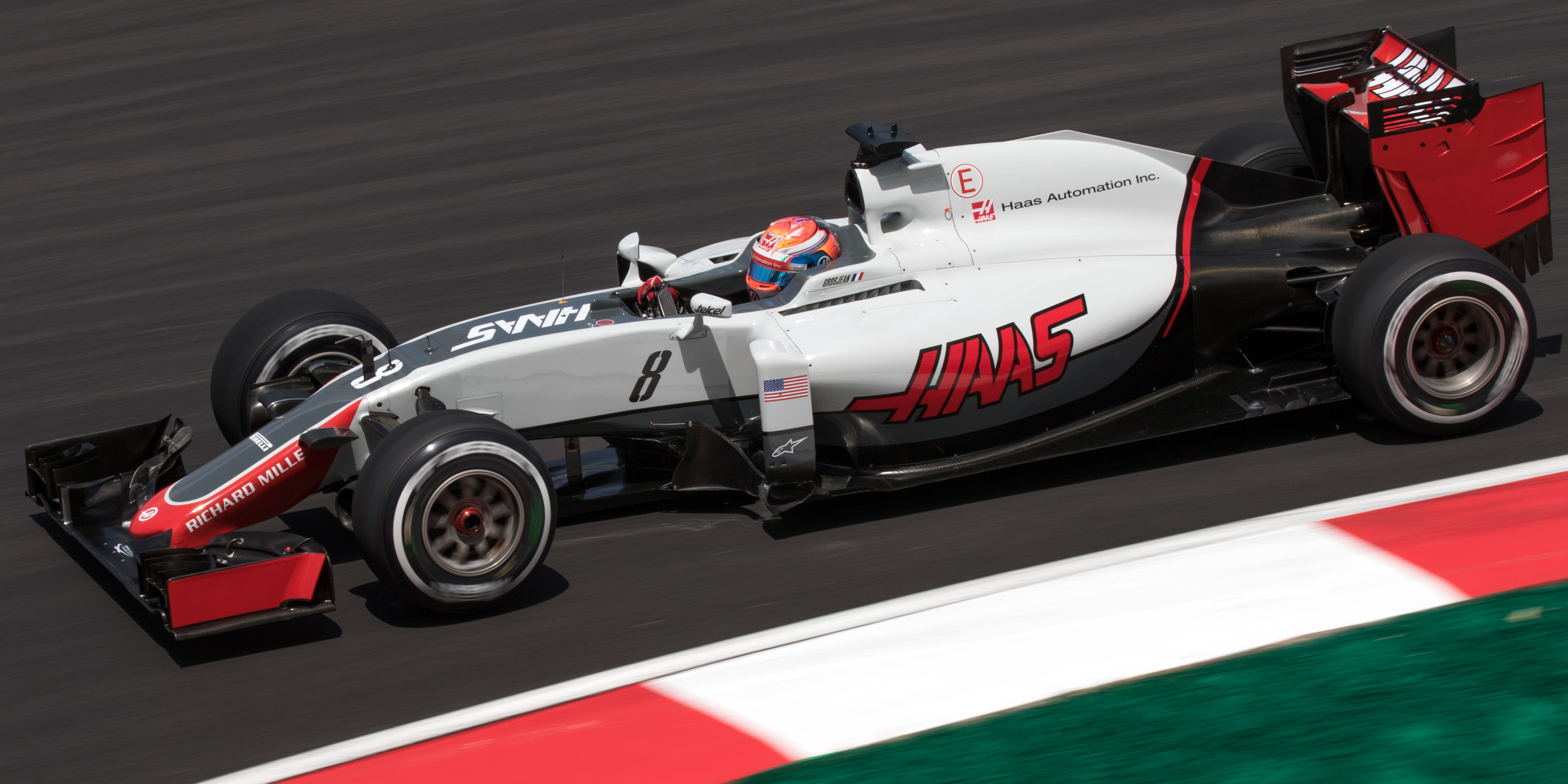
Romain Grosjean à Sepang en 2016.

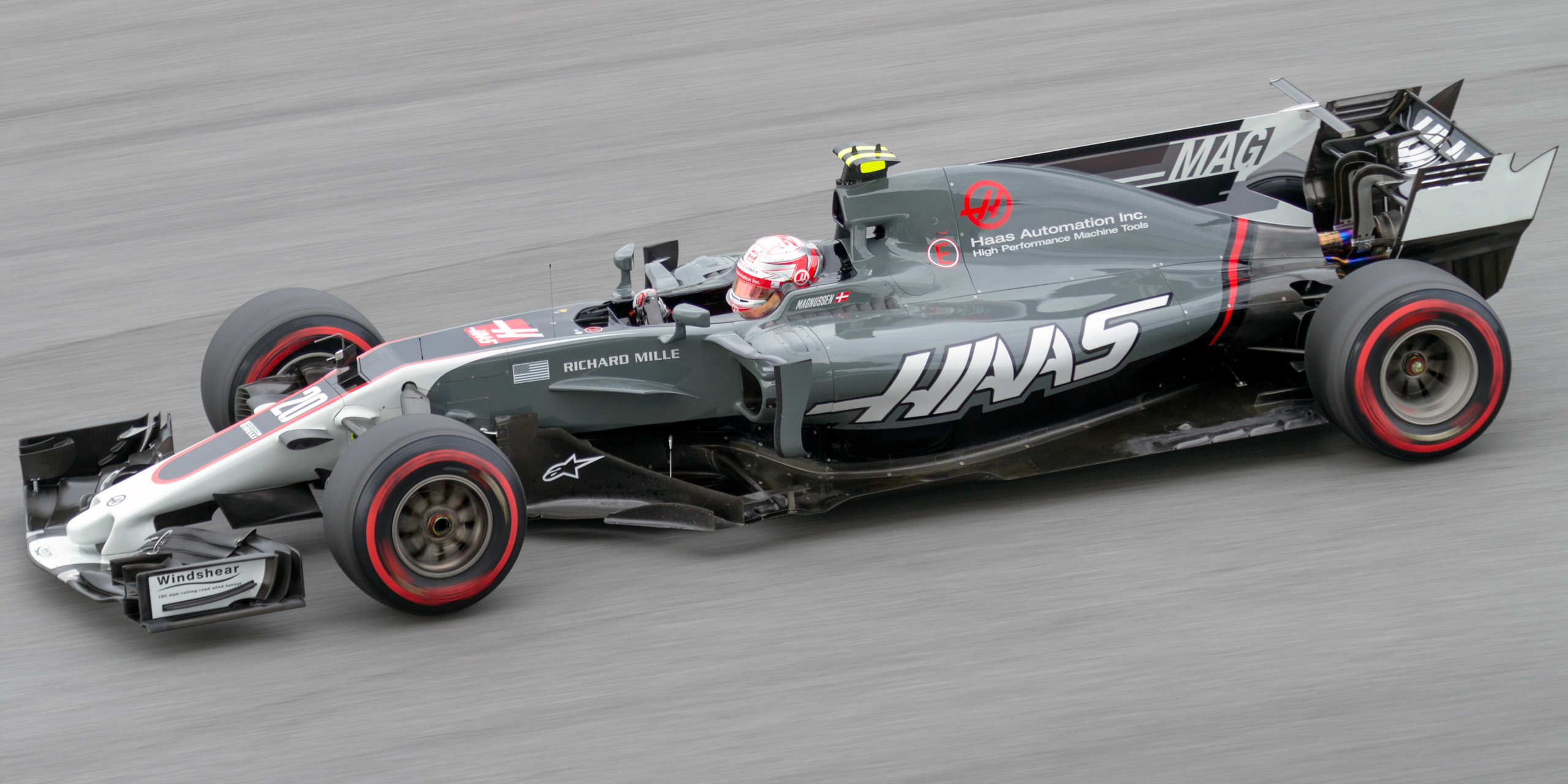
Kevin Magnussen à Sepang en 2017.

En 2013, Gene Haas répond à l'appel d'offre de la Fédération internationale de l'automobile et dépose sa candidature pour inscrire son écurie au championnat du monde de Formule 1 2015. Cette candidature est retenue par la FIA et l'écurie, baptisée Haas F1 Team, est implantée à Kannapolis. Haas conclut un partenariat avec Dallara pour la fourniture du châssis et obtient également de Ferrari la fourniture des moteurs et d'autres composantes techniques. Gene Haas déclare que son écurie fera ses débuts en 2016, afin de préparer au mieux sa première saison. Les pilotes sont le Français Romain Grosjean et le Mexicain Esteban Gutiérrez.
L'écurie fait ses débuts lors du Grand Prix d'Australie et Romain Grosjean termine sixième, puis réédite l'exploit avec une cinquième place lors du deuxième Grand Prix, à Bahreïn. Grosjean rentre dans les points à cinq reprises et en inscrit 29 tandis que le compteur de points de Gutiérrez reste vierge. L'écurie termine huitième du championnat des constructeurs mais Gene Haas reconnaît avoir sous-estimé la Formule 1 et que « la F1 est infiniment plus compliquée qu'[il] ne le pensait ».
Kevin Magnussen, engagé en 2017 pour épauler Grosjean, inscrit ses premiers points avec sa nouvelle écurie en Chine tandis que Grosjean débloque son compteur une semaine plus tard à Bahreïn. Le Franco-suisse termine treizième du championnat avec 28 points, devant le Danois qui en marque 19. L'écurie se classe à nouveau huitième au classement des constructeurs.
Grosjean et Magnussen sont reconduits pour la saison 2018. La VF-18 se montre encore plus performante et l'écurie américaine se classe cinquième du championnat des constructeurs avec 93 points. Le pilote français termine notamment quatrième du Grand Prix d'Autriche tandis que le Danois termine cinquième.
Le duo de pilotes reste identique en 2019. La VF-19 aborde une nouvelle livrée noir et or, en raison de l'arrivée du nouveau sponsor-titre Rich Energy, fabricant de boissons énergisantes. La saison se passe mal, avec une voiture mal développée et une rupture de contrat avec Rich Energy avant la fin de la saison. Haas termine neuvième avec 28 points, son pire bilan depuis 2016.
Les performances de Haas F1 Team sont encore pires en 2020, dans une saison perturbée par la pandémie de Covid-19 et le développement quasi inexistant de la VF-20. La saison de Haas est surtout marquée par l'accident terrifiant de Romain Grosjean lors du Grand Prix de Bahreïn, qui doit être remplacé par Pietro Fittipaldi pour les deux dernières courses. L'écurie américaine termine neuvième avec trois points inscrits.
En 2021, Romain Grosjean et Kevin Magnussen sont remplacés par le champion de Formule 2 en titre Mick Schumacher et par le Russe Nikita Mazepin. L'écurie termine dernière du championnat des constructeurs, sans avoir marqué de point.

## Divers
Gene Haas a créé en 1999 la Gene Haas Foundation, qui aide certaines communautés locales et certaines associations en manque de fonds.
Entre janvier 2008 et mai 2009, il est incarcéré pour fraude fiscale, après avoir reconnu les faits en 2006.